# Анктовиль
Анктови́ль (фр. Anctoville) — коммуна во Франции, находится в регионе Нижняя Нормандия. Департамент коммуны — Кальвадос. Входит в состав кантона Комон-л’Эванте. Округ коммуны — Байё.
Код INSEE коммуны — 14011.

## Население
Население коммуны на 2010 год составляло 1067 человек.
| 1962 | 1968 | 1975 | 1982 | 1990 | 1999 | 2010 |
| ---- | ---- | ---- | ---- | ---- | ---- | ---- |
| 877  | 766  | 751  | 817  | 850  | 905  | 1067 |

## Экономика
В 2010 году среди 695 человек трудоспособного возраста (15—64 лет) 530 были экономически активными, 165 — неактивными (показатель активности — 76,3 %, в 1999 году было 73,0 %). Из 530 активных жителей работали 494 человека (272 мужчины и 222 женщины), безработных было 36 (16 мужчин и 20 женщин). Среди 165 неактивных 62 человека были учениками или студентами, 61 — пенсионерами, 42 были неактивными по другим причинам.